# Südwestdeutsche Gartenschau

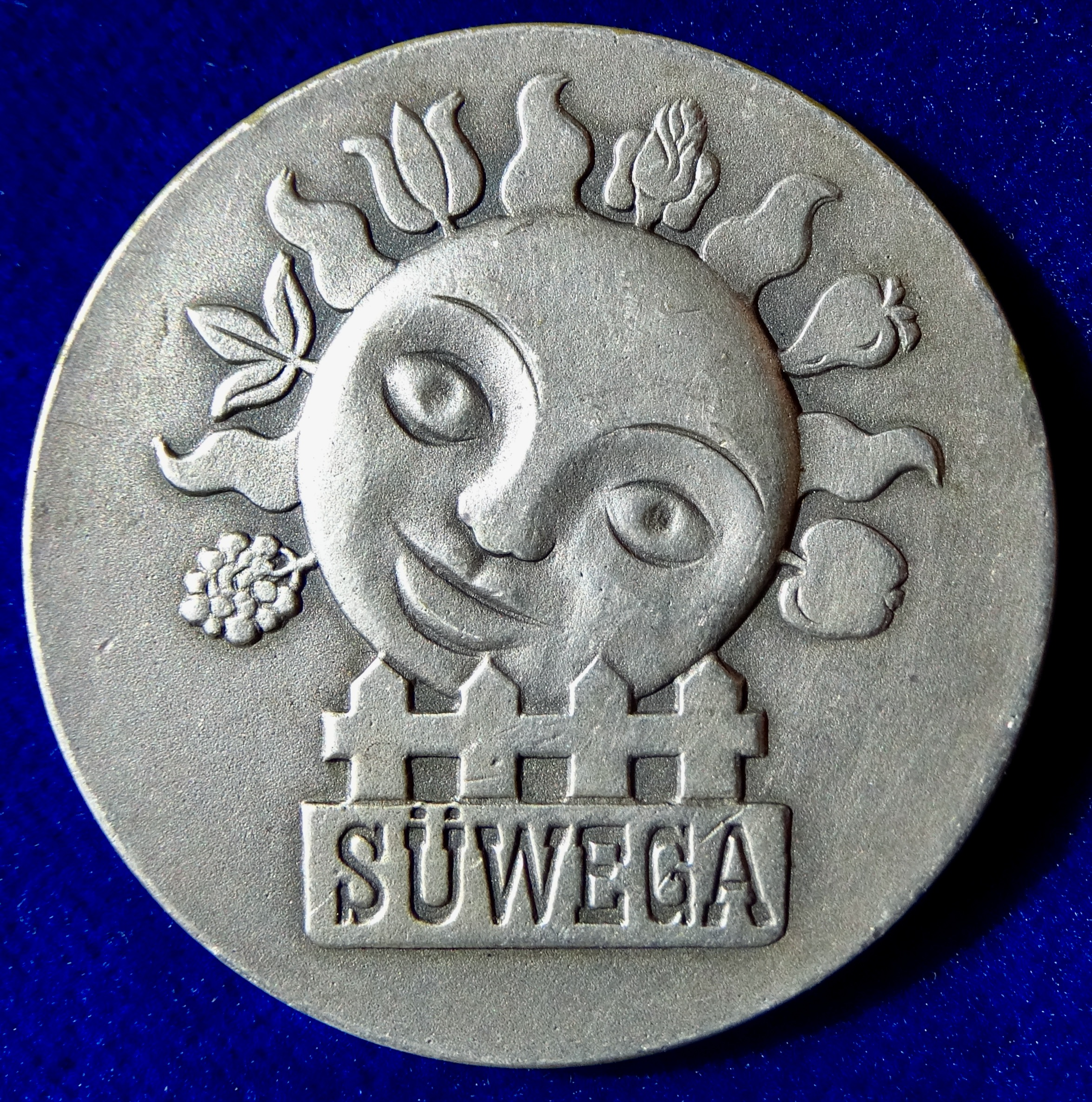
Das Emblem der SÜWEGA auf der Vorderseite der silbernen Prämienmedaille

Die Südwestdeutsche Gartenschau oder Südwestdeutsche Gartenbauausstellung (meist abgekürzt als SÜWEGA bezeichnet) in Landau in der Pfalz vom 15. Juli bis 18. Oktober 1949 war die erste Gartenschau mit überregionaler Wirkung im Nachkriegsdeutschland. Zusammen mit der Deutschen Gartenschau im Jahr darauf in Stuttgart war sie eine Vorläuferin der ab 1951 im Zweijahresturnus veranstalteten Bundesgartenschauen. Initiator war der Landauer Gärtnermeister Erich Mehlis.
Anlässlich der Südwestdeutschen Gartenbauausstellung wurden auch viele Neuanlagen und Verschönerungsmaßnahmen im städtischen Grün vorgenommen, z. B. im Schillerpark.
Zur SÜWEGA kamen mehr als 400.000 Besucher.

## Grünanlagen und Gebäude

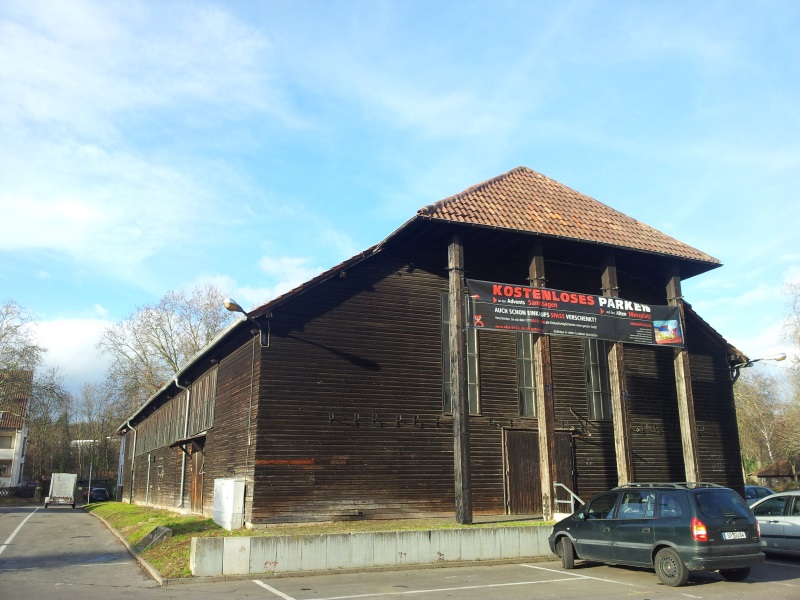
SÜWEGA-Halle

Mitinitiator und Schöpfer des grünplanerischen Gesamtkonzepts für das 16 Hektar umfassende SÜWEGA-Gelände war der Landauer Stadtgarteninspektor Walter Rieger. Er sah außer einer Aufwertung des bestehenden Schillerparks und des südlich angrenzenden Goetheparks durch Wege, Treppen, Brunnen, Pergolen und Sitzecken diverse Themengärten, zum Beispiel einen Steingarten, und großzügige Blumenanpflanzungen vor. Renommierte Privatbetriebe legten Sondergärten an, die für ihre Staudenzüchtungen bekannte Gärtnerei Kayser & Seibert aus Roßdorf im Odenwald beispielsweise eine von ihrem Gartenarchitekten Hans Kayser gestaltete Anlage vor einem Gartenhaus.
Die damals errichtete SÜWEGA-Halle, eine Holzkonstruktion, war bis 2020 erhalten und wurde für verschiedenste Veranstaltungen genutzt. Ebenfalls zur SÜWEGA wurde im Nordwesten des Landauer Zoos ein Holzgebäude errichtet, das nach Ausstellungsende weiter genutzt wurde (u. a. für Ausstellungen und zur Überwinterung); von 1993 bis 2005 war in ihm die „Zooschule“ untergebracht. Es gab außerdem eine große Parkgaststätte für die Verpflegung der Besucher und eine Probierstube der „Kalmit-Vereinigung“ Oberhaardter Qualitätswein-Erzeuger e.V.

## Produktschau
Ausgestellt wurden auf dem eigens angelegten Messegelände (heute „Alter Meßplatz“) auch innovative Produkte aus allen Sparten des Gartenbaus und verwandter Branchen. So war die SÜWEGA die erste Messe in Deutschland, auf der die von Adam Rodach aus Edesheim entwickelten zweiachsigen Schmalspurtraktor (Marke Hela, Modell „Varimot“) präsentiert wurden, hauptsächlich für den Wein- und Obstbau entwickelt. Während diese in den Folgejahren sehr erfolgreich waren, konnten sich die ebenfalls gezeigten Schmalspurraupen nicht durchsetzen.

## Rahmenprogramm
Im Verlauf des Rahmenprogramms zur SÜWEGA wurden im Stadion die „Südwestdeutschen Kampfspiele“ ins Leben gerufen, das Südwestfunk-Studio Kaiserslautern ermittelte (anhand von Tonbandaufnahmen) die „zehn besten Männerchöre der Pfalz“ usw. Eine große Ausstellung „Kunst im Südwesten“ wurde veranstaltet, zu der auch ein Katalog erschien. Teil dieser Kunstausstellung war die „Planschau der Gartenarchitekten“ vom 24. Juli bis 24. August, zu der ebenfalls ein Katalog erschien. Auch eine „Südpfälzische Handwerksschau“ fand im Rahmen der Gartenbau-Ausstellung statt.